# Fireman Save My Child
Fireman Save My Child é um curta-metragem mudo norte-americano de 1918, do gênero comédia, dirigido por Alfred J. Goulding e estrelado por Harold Lloyd. Cópia do filme está conservada no Museu de Arte Moderna, em Nova Iorque.

## Elenco

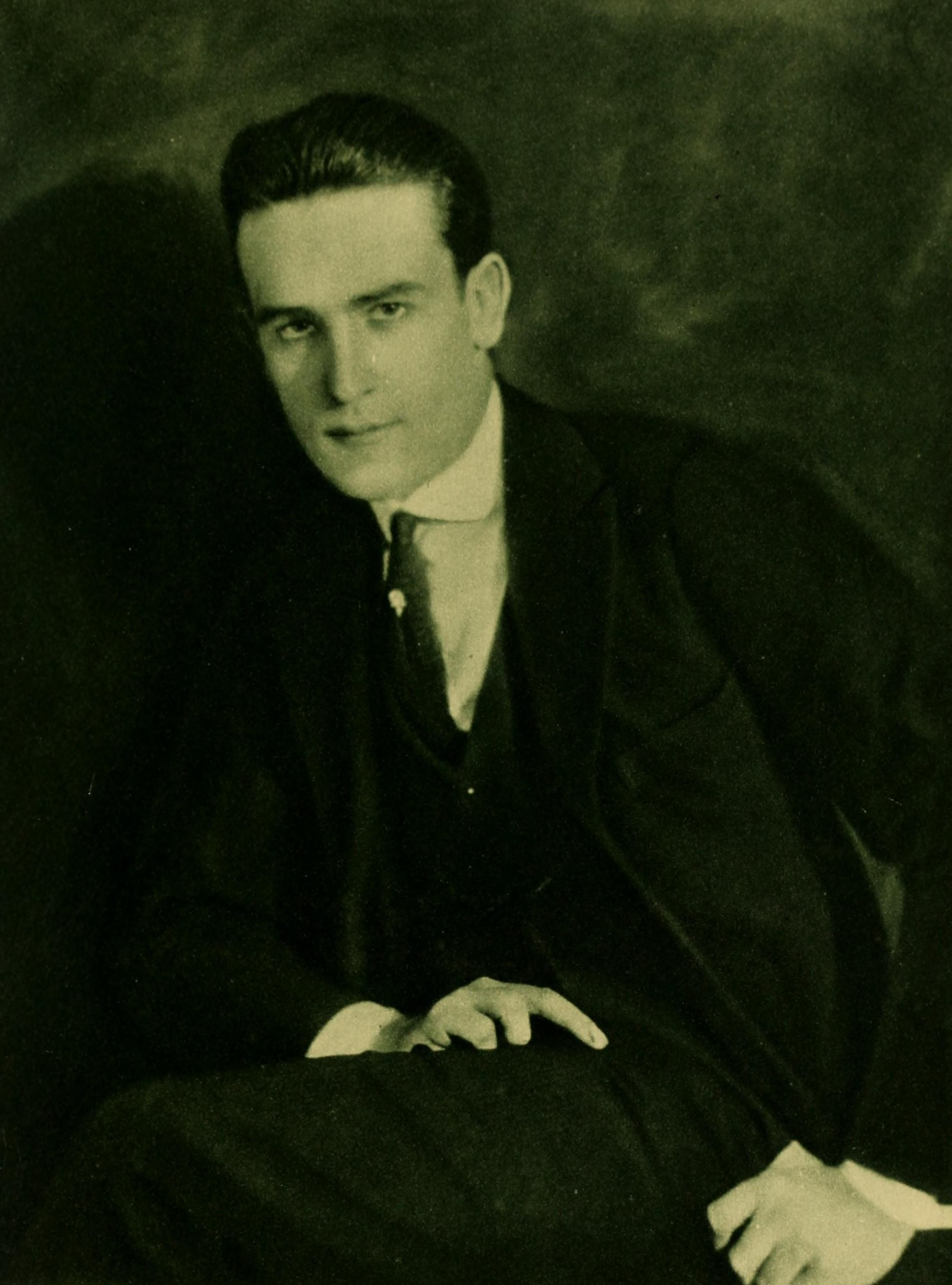
Harold Lloyd

- Harold Lloyd
- Snub Pollard
- Bebe Daniels
- William Blaisdell
- Sammy Brooks
- Harry Burns
- Lige Conley (como Lige Cromley)
- Billy Fay (como B. Fay)
- Gus Leonard
- Alma Maxim
- James Parrott
- Dorothea Wolbert